# Lubomír Vlk (lední hokejista)
Lubomír Vlk (* 1956) je bývalý český hokejový útočník.

## Hokejová kariéra
V československé lize hrál za TJ Gottwaldov. Odehrál 1 ligovou sezónu, nastoupil ve 30 ligových utkáních a dal 3 góly. V nižší soutěži hrál i za TJ Zbrojovka Vsetín.

## Klubové statistiky
| 1976/1977 | TJ Gottwaldov       | 1. liga | 30 | 3 | 0 | 3 | - |
| 1977/1978 | TJ Gottwaldov       | 2. liga | -  | - | - | - | - |
| 1978/1979 | TJ Zbrojovka Vsetín | 3. liga | -  | - | - | - | - |